# Dolomia
La dolomia è una roccia sedimentaria carbonatica costituita principalmente dal minerale dolomite, chimicamente un carbonato doppio di calcio e magnesio.

## Descrizione
Questa roccia prende il suo nome (come il minerale dolomite) dal naturalista e geologo francese Déodat Gratet de Dolomieu (1750–1801), il quale osservò tale roccia nei gruppi montuosi delle Dolomiti.
Quando in un calcare la calcite è parzialmente sostituita da dolomite, esso viene chiamato calcare magnesiaco, calcare dolomitico o dolomia calcarea in funzione della specie mineralogica dominante in percentuale. Nello schema seguente è riportata la classificazione completa dei termini di transizione tra dolomie e calcari:
| MgCa(CO3)2 |                    | CaCO3      |
| ---------- | ------------------ | ---------- |
| 0% - 5%    | calcari            | 100% - 95% |
| 5% - 10%   | calcari magnesiaci | 95% - 90%  |
| 10% - 50%  | calcari dolomitici | 90% - 50%  |
| 50% - 90%  | dolomie calcaree   | 50% - 10%  |
| 90%- 100%  | dolomie            | 10% - 0%   |

Il metodo tradizionalmente usato per distinguere, in maniera speditiva sul terreno, nelle rocce carbonatiche fra calcare e dolomia è la prova dell'acido muriatico: una goccia di acido (diluito in acqua al 5% di concentrazione) viene versata su un campione di roccia: il calcare reagisce immediatamente "frizzando" (emettendo bolle di gas), mentre la dolomia rimane apparentemente inerte.

## Origine

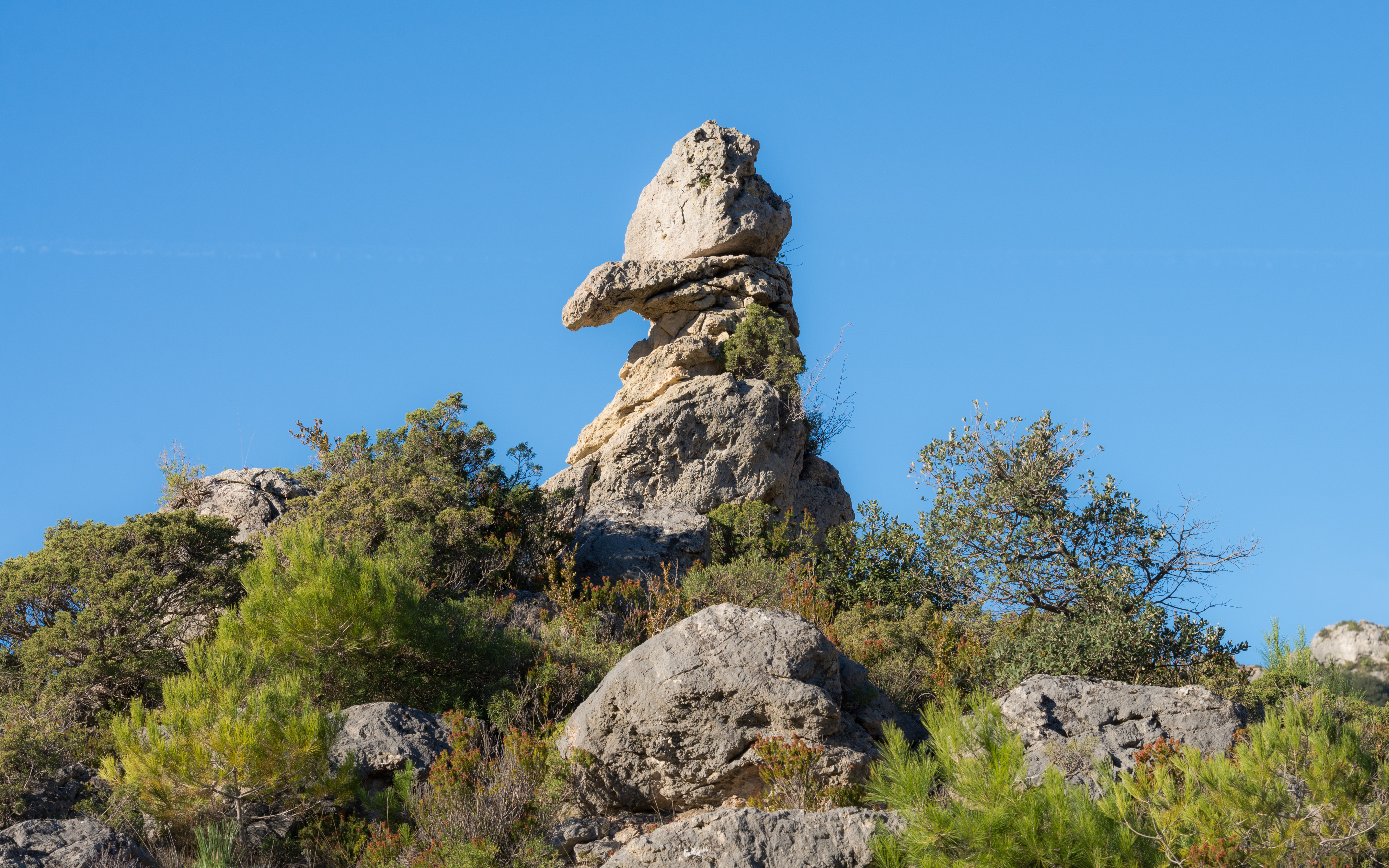
Cirque de Mourèze

La dolomitizzazione si verifica in condizioni ambientali particolari quali possono essere quelle ipersaline come ad esempio in ambienti tidali e lacustri, o in zone del sottosuolo dove si incontrano e mescolano acqua meteorica e acqua marina cioè in condizioni schizoaline. Inoltre, anche l'attività biologica può essere un fattore importante nel processo di dolomitizzazione, visto che la materia organica, in particolare alghe e batteri, sembra ne favorisca lo sviluppo.
I criteri per la classificazione delle dolomie possono essere sia composizionali, riguardanti il rapporto calcio/magnesio, tessiturali e genetici.
Le Dolomie di precipitazione diretta, o primarie, sono rarissime e la precipitazione diretta di dolomite nell'acqua marina è fondamentalmente un problema di nucleazione molecolare che è un processo estremamente lento a basse temperature e, inoltre, la struttura della dolomite è altamente ordinata. Tra gli Autori è opinione corrente che tale processo sia stato estremamente raro anche nel passato geologico, tranne però, durante il Precambriano o il Paleozoico in cui la precipitazione diretta sarebbe stata favorita dall'alta pressione di anidride carbonica nell'atmosfera, dovuta alle ancora frequentissime eruzioni vulcaniche che, inoltre, producevano un elevato rapporto Magnesio/Calcio nelle acque.
Le Dolomie di sostituzione, invece, rappresentano la maggior parte delle dolomie antiche e recenti. Si formano a causa della conversione di un precursore minerale costituito da carbonato di calcio (solitamente calcite o aragonite.), che sia sedimento sciolto o roccia, in dolomite: questo processo consiste essenzialmente in una parziale sostituzione degli atomi di calcio con quelli di magnesio. A basse temperature, lo smistamento degli ioni in una struttura cristallina è molto lento, anche tenendo in considerazione i tempi geologici.
Di conseguenza, si ipotizza che la dolomitizzazione non sia una reazione che avvenga allo stato solido ma che si attui mediante dissoluzione del carbonato di calcio e contemporanea precipitazione di dolomite a partire da una soluzione acquosa che attraversi il sedimento. In generale, perché si possa verificare sono necessarie due condizioni fondamentali: 
a) un rapporto Mg/Ca sufficientemente elevato  
b) un meccanismo in grado di far fluire attraverso la roccia un volume sufficiente di soluzione "dolomitizzante", in modo che la reazione possa completarsi e quindi formarsi una vera roccia dolomitica. 
Naturalmente si necessita anche di un tempo sufficientemente lungo affinché la reazione possa espletarsi.

## Modelli di dolomitizzazione
Sulla base del chimismo del fluido dolomitizzante si possono distinguere modelli ipersalini e modelli salmastri.

### Modelli ipersalini
Le soluzioni ipersaline necessarie ad aumentare il rapporto Mg/Ca vengono prodotte tramite evaporazione e conseguente movimento ascensionale dei fluidi attraverso il sedimento che può esplicarsi con meccanismi differenti:
- concentrazione capillare e pompaggio evaporitico
- riflusso

Nel primo meccanismo si presuppone l'esistenza di una piana di marea retrostante una laguna; in condizioni climatiche aride, nei momenti di intensa evaporazione e ridotto rifornimento idrico, nelle aree sopratidali si innesca un movimento di risalita delle acque con sviluppo di evapotraspirazione.
La perdita d'acqua è rimpiazzata dalla continua introduzione nel sistema di nuova soluzione di derivazione marina (nei settori più esterni della piana tidale) o continentale: l'evaporazione lascia, come residuo, una salamoia interstiziale che può raggiungere valori di salinità 5 volte superiori all'acqua marina normale e rapporti Mg/Ca pari anche a 40:1. Con queste condizioni esistono le premesse allo sviluppo della dolomitizzazione dei sedimenti attraverso i quali passano (e ristagnano) tali salamoie.
In questo sviluppo ricopre una grande importanza la antecedente precipitazione di gesso, poiché non solo permette di fissare il calcio (essendo un solfato di calcio), elevando ancor di più il rapporto Mg/Ca, ma soprattutto rimuove lo ione solfato che inibisce lo sviluppo della dolomitizzazione.
I sedimenti dolomitizzati di queste aree tidali sono dolomie microcristalline caratterizzate da laminazioni algali, fratture e poligoni da essiccamento e le tipiche fenestrae.
Nel meccanismo del riflusso, si presuppone l'esistenza di una piattaforma carbonatica bordata da barriere (scogliere organogene, barre litorali...) che racchiudono lagune interne, più o meno ristrette. Se il clima è arido, nei settori più interni di tali lagune si vengono a concentrare, per successive evaporazioni, dense salamoie ipersaline che poi, per gravità, tendono a rifluire verso mare; la presenza delle barriere limiterebbe il riflusso libero determinando il ristagno delle salamoie nelle parti più depresse delle lagune. Le salamoie così formatesi, nel tentativo di rifluire verso mare, percolerebbero attraverso i sedimenti dolomitizzandoli.

### Modello salmastro
In questo modello si spiega come acque salmastre derivate dalla miscela di acque ipersaline e dolci siano in grado di dolomitizzare efficacemente le rocce attraversate. La diluizione di salamoie da parte di acque dolci, provoca una drastica diminuzione della salinità, mantenendo quasi costante il rapporto Mg/Ca, e le soluzioni risultanti rientrano nel campo di stabilità della dolomite.
In condizioni ipersaline bisogna raggiungere valori molto elevati nel rapporto Mg/Ca affinché si verifichi la precipitazione di dolomite invece di aragonite e (o) calcite, mentre in condizioni salmastre, al contrario, la dolomite cristallizza con rapporti molto minori: basti pensare che sono sufficienti percentuali di acqua marina comprese tra il 5% e il 50% affinché si abbia sovrasaturazione della dolomite e quindi si verifichi la precipitazione di tale minerale.
Gli ambienti in cui possono aversi queste situazioni sono gli ambienti schizoalini cioè, ad esempio, gli ambienti costieri periodicamente interessati da acque "dolci" meteoriche, in seguito alle quali è possibile l'instaurarsi di acquiferi di acque dolci sotterranee che quindi diventano potenziali aree di dolomitizzazione.
Questo descritto, in letteratura geologica, è noto come "modello Dorag" e spiega l'origine di quelle dolomie che non sono associate a rocce evaporitiche, oppure in quelle in cui non esistono evidenze di alti strutturali o piattaforme carbonatiche.

## Usi
La dolomia è usata come pietra ornamentale e come materia prima per la fabbricazione di cemento. È inoltre una fonte di ossido di magnesio. È un'importante roccia serbatoio di petrolio. A volte è usata al posto della calcite nel processo di produzione di ferro e di acciaio per la rimozione delle impurità durante la riduzione del minerale ferroso.
Le dolomie sono usate, anche, come pietre da costruzione, come pietrisco per massicciate stradali e come materiali inerti per calcestruzzi e cementi armati, essendo dotate di buon potere legante. Inoltre vengono usate nella preparazione di calci idrauliche e di prodotti refrattari, come materia prima per l'estrazione del magnesio e nell'industria siderurgica.